# Équations de l'acoustique
Les équations de l'acoustique décrivent la propagation d'une onde sonore dans les cas les plus généraux où sont présents les phénomènes non-linéaires, d'absorption, de dispersion, de diffusion et de réfraction, ou les plus simples. Cet article ne traite que des équations pour un fluide dans le domaine physique. Il ignore le domaine fréquentiel ainsi que l'aspect déséquilibre vibrationnel dans les gaz.

## Histoire
Venant après les travaux de Galilée et de Mersenne (1638) sur la vibration des cordes et de Newton sur la propagation du son (1686), la première mise en équation de l'acoustique est l'équation des ondes due à d'Alembert en 1747,. Par la suite les travaux d'Euler (1759) et de Lagrange (1760) sur les ondes d'amplitude finie resteront tributaires des travaux ultérieurs de Poisson (1808), Stokes (1848) et Riemann (1860) pour la compréhension des phénomènes liés à l'apparition de discontinuités.
Au début du XXe siècle apparaît la notion de rayon acoustique et le calcul des trajectoires associées, synthétisé par Milne (1921). Il s'agit là d'une adaptation au domaine acoustique de notions de l'optique géométrique très antérieures.
Par la suite les efforts de modélisation sont liés à la résolution de problèmes technologiques, souvent liés au domaine militaire comme la détection aérienne (réseau de surveillance du TICE) ou sous-marine (utilisation du sonar) ou bien aux mesures ultrasonores dans le domaine industriel (détection de défauts, microscopie acoustique) ou médical (échographie, lithotripsie, thermothérapie). Herzfeld modélise en 1928 les milieux hors équilibre vibrationnel. Par la suite les effeots vont porter sur la simplification des équations constitutives, Navier-Stokes ou Euler, pour en tirer des équations plus simples pour lesquelles il existe des solutions analytiques ou tout au moins d'un coût de résolution numérique moindre. C'est ainsi que l'on voit apparaître l'équation de Burgers (1948), celle de Westervelt (1963), l'équation KZK (Khokhlov et Zabolotskaya, 1969, et V. P. Kuznetzov, 1971).

## Description du milieu
Le milieu  considéré ici est un milieu fluide, pour l'essentiel l'air ou l'eau. Dans ces milieux seules les ondes longitudinales peuvent se propager (mode acoustique). L'onde induit un écoulement du fluide irrotationnel, sauf les éventuelles discontinuités.
Le fait que l'onde soit longitudinale permet, dans le cas d'un signal de durée finie, d'appliquer les méthodes de l'optique. Sous réserve d'une durée brève, la dualité front d'onde-rayon acoustique permet de donner un moyen de calculer les trajectoires sonores.

### Variables
Le système est caractérisé par les variables pression  {\displaystyle p(\mathbf {x} ,t)} , masse volumique  {\displaystyle \rho (\mathbf {x} ,t)} , 
température  {\displaystyle T(\mathbf {x} ,t)} , énergie volumique totale  {\displaystyle E(\mathbf {x} ,t)}  ou entropie  {\displaystyle S(\mathbf {x} ,t)}  et vitesse  {\displaystyle \mathbf {V} (\mathbf {x} ,t)} , qui obéissent aux équations de Navier-Stokes avec champ de pesanteur  {\displaystyle \mathbf {g} } . Dans les problèmes qui nous intéressent le rayonnement ne joue pas de rôle.
Les propriétés de transport dans le milieu non perturbé par l'onde sont les viscosités dynamique  {\displaystyle \mu }  et volumique  {\displaystyle \eta } , et la conductivité thermique  {\displaystyle \lambda } . Les variables thermodynamiques sont les capacités thermiques massiques à pression constante  {\displaystyle C_{p}}  et à volume constant {\displaystyle C_{V}} .

### Équation d'état, vitesse du son
Les équations d'état habituelles étant parfois insuffisantes pour décrire les phénomènes non-linéaires qui nous intéressent on utilise un développement de Taylor,, :
{\displaystyle p_{a}=\left({\frac {\partial p}{\partial \rho }}\right)_{S,\rho _{0}}\rho _{a}+{\frac {1}{2}}\left({\frac {\partial ^{2}p}{\partial \rho ^{2}}}\right)_{S,\rho _{0}}\rho _{a}^{2}+...+\left({\frac {\partial p}{\partial S}}\right)_{\rho ,S_{0}}S_{a}+...}
{\displaystyle \left({\frac {\partial p}{\partial \rho }}\right)_{S,\rho _{0}}}  est la dérivée de  {\displaystyle p}  par rapport à  {\displaystyle \rho }  à  {\displaystyle S}  constant, prise en  {\displaystyle \rho =\rho _{0}} .
Les quantités indicées a représentent la variation de cette quantité par rapport à l'état de référence (voir ci-dessous l'approximation acoustique).

#### Fluide quelconque
Dans le cas d'un fluide quelconque un développement de Taylor de la pression s'écrit traditionnellement :
{\displaystyle p_{a}=A\left({\frac {\rho _{a}}{\rho _{0}}}\right)+{\frac {B}{2}}\left({\frac {\rho _{a}}{\rho _{0}}}\right)^{2}+...+\left({\frac {\partial p}{\partial S}}\right)_{\rho ,S_{0}}S_{a}+...}
En comparant les expressions ci-dessus on trouve les coefficients du développement :
{\displaystyle {\begin{array}{rcll}A&=&\rho _{0}c_{0}^{2}&,&c_{0}^{2}=\left({\frac {\partial p}{\partial \rho }}\right)_{S,\rho _{0}}\\B&=&\rho _{0}^{2}\left({\frac {\partial ^{2}p}{\partial \rho ^{2}}}\right)_{S,\rho _{0}}&=&2\rho _{0}^{2}c_{0}^{3}\left({\frac {\partial c}{\partial p}}\right)_{S,p_{0}}\end{array}}}
{\displaystyle A}  est le module élastique adiabatique et  {\displaystyle B/A}  est le paramètre de non-linéarité (ou paramètre de Beyer) :
{\displaystyle {\begin{array}{rcl}{\frac {B}{A}}&=&{\frac {\rho _{0}}{c_{0}^{2}}}\left({\frac {\partial ^{2}p}{\partial \rho ^{2}}}\right)_{S,\rho _{0}}=2\rho _{0}c_{0}\left({\frac {\partial c}{\partial p}}\right)_{S,p_{0}}\\&=&2\rho _{0}c_{0}\left({\frac {\partial c}{\partial p}}\right)_{T,p_{0}}+{\frac {2c_{0}T_{0}\beta }{\rho _{0}C_{p}}}\left({\frac {\partial c}{\partial p}}\right)_{p,T_{0}}\,,\quad \beta =-{\frac {1}{\rho _{0}}}\left({\frac {\partial \rho }{\partial T}}\right)_{p,T_{0}}\end{array}}}
{\displaystyle \beta }  est le coefficient de dilatation thermique.
Par ailleurs :
{\displaystyle {\begin{array}{rcl}\left({\frac {\partial p}{\partial S}}\right)_{\rho ,S_{0}}&=&-\left({\frac {\partial p}{\partial \rho }}\right)_{S,\rho _{0}}\left({\frac {\partial \rho }{\partial S}}\right)_{p,S_{0}}\\&=&-{\frac {T_{0}}{C_{p}}}\left({\frac {\partial p}{\partial \rho }}\right)_{S,\rho _{0}}\left({\frac {\partial \rho }{\partial T}}\right)_{p,T_{0}}\\&=&{\frac {A\,\beta T_{0}}{C_{p}}}\end{array}}}
On en déduit la vitesse du son à l'ordre 1 pour une onde isentropique :
{\displaystyle {\begin{array}{rclcl}c&=&\left({\frac {\partial p}{\partial \rho }}\right)_{S,\rho _{0}}^{\frac {1}{2}}&\approx &c_{0}\left(1+{\frac {B}{2A}}{\frac {\rho _{a}}{\rho _{0}}}\right)\\&&&\approx &c_{0}\left(1+{\frac {B}{2A}}{\frac {p_{a}}{\rho _{0}c_{0}^{2}}}\right)\end{array}}}

#### Gaz parfait
Pour un gaz parfait  {\displaystyle \beta ={\frac {1}{T}}} et  {\displaystyle {\frac {B}{A}}=\gamma -1}, donc, pour un milieu isentropique :
{\displaystyle p_{a}=c_{0}^{2}\rho _{a}+{\frac {(\gamma -1)c_{0}^{2}}{2\rho _{0}}}\rho _{a}^{2}+...}
De la même façon, pour la vitesse du son :
{\displaystyle {\begin{array}{rcl}c&\approx &c_{0}\left(1+{\frac {\gamma -1}{2}}{\frac {\rho _{a}}{\rho _{0}}}\right)\\&\approx &c_{0}\left(1+{\frac {\gamma -1}{2}}{\frac {p_{a}}{\rho _{0}c_{0}^{2}}}\right)\end{array}}}

#### Ordres de grandeur
Pour les liquides le cas de l'eau est le plus répandu. Pour ce liquide à température normale  {\displaystyle B/A=5.0} , valeur légèrement croissante avec la température et avec la salinité et  {\displaystyle \beta =2.1\times 10^{-4}~K^{-1}} , valeur croissant avec la température.
Pour les gaz le cas le plus souvent traité est l'air, constitué pour l'essentiel de molécules diatomiques pour lesquelles  {\displaystyle \gamma =7/5} . Cette affirmation est mise en défaut pour les hautes altitudes, typiquement  {\displaystyle h>100~km} , un domaine essentiel pour la propagation acoustique dans l'atmosphère.

### Approximation acoustique
On se place dans le cas où le signal sonore constitue une petite perturbation :
{\displaystyle p=p_{0}+p_{a}}
où  {\displaystyle p_{0}}  est la valeur de la pression en l'absence de perturbation et  {\displaystyle p_{a}}  la pression acoustique, de même pour la masse volumique, la température et la vitesse. Les valeurs non perturbées obéissent elles-mêmes aux équations de Navier-Stokes.
Ces perturbations, pouvant être négatives, sont telles que :
{\displaystyle {\frac {|p_{a}|}{p_{0}}}\sim {\frac {|\rho _{a}|}{\rho _{0}}}\sim {\frac {|T_{a}|}{T_{0}}}\sim {\frac {|E_{a}|}{E_{0}}}\sim {M\!a}_{a}}
{\displaystyle {M\!a}_{a}={\frac {|\mathbf {V} _{a}|}{c_{0}}}\approx {\frac {|p_{a}|}{\gamma p_{0}}}}  est le nombre de Mach acoustique, typiquement  {\displaystyle {M\!a}_{a}<0.01} .
A contrario les perturbations créées par des évènements fortement énergétiques comme les ondes en N correspondent à des surpressions fortes, au moins dans la première partie de leur propagation, et donc à un nombre de Mach acoustique élevé. Leur traitement se fait en deux temps : un premier calcul détaillé local utilisant les équations de Navier-Stokes puis un passage à l'une des méthodes décrites ci-dessous en utilisant des conditions initiales issues du premier calcul.

## Équations de Navier-Stokes linéarisées
On effectue un développement asymptotique en utilisant un « petit paramètre » du même ordre de grandeur que  {\displaystyle {M\!a}_{a}}, :
- Pour l'équation de continuité :

{\displaystyle {\begin{array}{rrcl}{\rm {ordre}}~0&(\mathbf {V} _{0}\cdot \nabla )\rho _{0}&=&0\\{\rm {ordre}}~1&{\frac {\partial \rho _{a}}{\partial t}}+(\mathbf {V} _{0}\cdot \nabla )\rho _{a}+(\mathbf {V} _{a}\cdot \nabla )\rho _{0}+\rho _{0}\nabla \cdot \mathbf {V} _{a}&=&0\\{\rm {ordre}}~2&(\mathbf {V} _{a}\cdot \nabla )\rho _{a}+\rho _{a}\nabla \cdot \mathbf {V} _{a}&=&0\end{array}}}
- Pour l'équation de quantité de mouvement :

{\displaystyle {\begin{array}{rrcl}{\rm {ordre}}~0&\rho _{0}(\mathbf {V} _{0}\cdot \nabla )\mathbf {V} _{0}&=&-\nabla p_{0}+\rho _{0}{\bf {g}}\\{\rm {ordre}}~1&\rho _{0}\left[{\frac {\partial \mathbf {V} _{a}}{\partial t}}+(\mathbf {V} _{0}\cdot \nabla )\mathbf {V} _{a}+(\mathbf {V} _{a}\cdot \nabla )\mathbf {V} _{0}\right]&=&-\nabla p_{a}+\rho _{a}{\bf {g}}+\left({\frac {4}{3}}\mu _{0}+\eta _{0}\right)\nabla ^{2}\mathbf {V} _{a}\\{\rm {ordre}}~2&\rho _{a}{\frac {\partial \mathbf {V} _{a}}{\partial t}}+\rho _{0}(\mathbf {V} _{a}\cdot \nabla )\mathbf {V} _{a}+\rho _{a}\left[(\mathbf {V} _{0}\cdot \nabla )\mathbf {V} _{a}+\mathbf {V} _{a}\cdot \nabla )\mathbf {V} _{0}\right]&=&0\\{\rm {ordre}}~3&\rho _{a}(\mathbf {V} _{a}\cdot \nabla )\mathbf {V} _{a}&=&0\end{array}}}
Pour une vitesse horizontale (les vents dans l'atmosphère et les courants marins sont généralement supposés tels), des équations à l'ordre 0 la première est trivialement vérifiée et la seconde exprime l'équilibre hydrostatique. Ce point est important car il conditionne la qualité du profil des quantités indicées 0 qui, dans ce problème, sont données a priori.
Le terme  {\displaystyle {\frac {\rho _{a}}{\rho _{0}}}\nabla p_{0}}  qui apparaît à l'ordre 1 dans l'équation de quantité de mouvement, important pour décrire les ondes de gravité de l'atmosphère (fréquence typique  {\displaystyle <0.01~Hz} ), est ici négligé.
- Pour l'équation de l'énergie :

{\displaystyle {\begin{array}{rrcl}{\rm {ordre}}~1&\rho _{0}{\frac {\partial E_{a}}{\partial t}}+E_{0}{\frac {\partial \rho _{a}}{\partial t}}+(\rho _{0}E_{0}+p_{0})\nabla \cdot \mathbf {V} _{a}&=&\lambda _{0}\nabla ^{2}T_{a}\\\end{array}}}
- Pour l'équation de l'entropie (en lieu et place de l'équation sur l'énergie) :

{\displaystyle {\begin{array}{rrcl}{\rm {ordre}}~1&\rho _{0}T_{0}{\frac {\partial S_{a}}{\partial t}}&=&\lambda _{0}\nabla ^{2}T_{a}\end{array}}}
En l'absence de conduction la solution évidente de cette équation est  {\displaystyle S_{a}=C^{te}}  : l'écoulement induit par l'onde est isentropique.
Les problèmes généraux sont résolus à partir d'un choix adapté des équations ci-dessus, généralement celles correspondantes au développement au premier ordre. Dans le cas des infrasons le phénomène de déséquilibre vibrationnel induit nécessite une équation supplémentaire pour décrire la relaxation à l'aide de la loi de Landau-Teller.

## Domaine linéaire
La description la plus simple concerne une onde isentropique se déplaçant dans un milieu sans pertes ni dispersion.

### En milieu homogène
Le système s'écrit alors :
{\displaystyle {\begin{array}{rc}{\frac {\partial \rho _{a}}{\partial t}}+\rho _{0}\nabla \cdot \mathbf {V} _{a}&=0\\\rho _{0}{\frac {\partial \mathbf {V} _{a}}{\partial t}}+\nabla p_{a}&=0\\{\frac {\partial p_{a}}{\partial t}}+\rho _{0}c_{0}^{2}\nabla \cdot \mathbf {V} _{a}&=0\end{array}}}
De la première et la troisième équations on tire la relation pression-masse volumique :
{\displaystyle {\frac {\partial p_{a}}{\partial t}}=c_{0}^{2}{\frac {\partial \rho _{a}}{\partial t}}\quad \Rightarrow \quad p_{a}=c_{0}^{2}\rho _{a}}
Cette expression correspond à l'équation d'état établie plus haut, au premier ordre.
En prenant la divergence de la seconde équation on obtient après substitution l'équation des ondes :
{\displaystyle {\frac {\partial ^{2}p_{a}}{\partial t^{2}}}-c_{0}^{2}\nabla ^{2}p_{a}=0}

### En milieu inhomogène
Le système avec les mêmes approximations physiques que ci-dessus mais dans un milieu inhomogène au repos (mais toujours sans gravité) s'écrit :
{\displaystyle {\begin{array}{rcl}{\frac {\partial \rho _{a}}{\partial t}}+(\mathbf {V} _{a}\cdot \nabla )\rho _{0}+\rho _{0}\nabla \cdot \mathbf {V} _{a}&=&0\\[0.6em]\rho _{0}{\frac {\partial \mathbf {V} _{a}}{\partial t}}+\nabla p_{a}&=&0\\{\frac {\partial p_{a}}{\partial t}}+(\mathbf {V} _{a}\cdot \nabla )\,p_{0}+\rho _{0}c_{0}^{2}\nabla \cdot \mathbf {V} _{a}&=&0\end{array}}}
les mêmes manipulations mènent à :
{\displaystyle {\frac {\partial ^{2}p_{a}}{\partial t^{2}}}-c_{0}^{2}\rho _{0}\nabla \cdot \left({\frac {\nabla p_{a}}{\rho _{0}}}\right)=0}

## Domaine non-linéaire
On donne ci-dessous les plus notables approximations dont les démonstrations peuvent être trouvées dans divers ouvrages,,,.
Les équations obtenues sont de type parabolique.

### Équation de Kuznetsov
On considère le système non-dispersif avec viscosité et conduction dans un milieu homogène au repos (donc sans pesanteur). La capacité thermique isobare est supposée constante et l'écoulement irrotationnel. La vitesse dérive d'un potentiel  {\displaystyle \phi }  :
{\displaystyle {\begin{array}{rcl}\nabla \times \mathbf {V} _{a}&=&0\\\mathbf {V} _{a}&=&-\nabla \phi \end{array}}}
Après calcul on obtient l'équation de Kuznetsov, valide au second ordre du développement acoustique :
{\displaystyle {\frac {\partial ^{2}\phi }{\partial t^{2}}}-c_{0}^{2}\nabla ^{2}\phi ={\frac {\partial }{\partial t}}\left[\left(\nabla \phi \right)^{2}+{\frac {\mu _{T}}{\rho _{0}}}\nabla ^{2}\phi +{\frac {B}{A}}\left({\frac {\partial \phi }{\partial t}}\right)^{2}\right]}
où  {\displaystyle \mu _{T}}  est le coefficient d'absorption thermo-visqueuse donné par :
{\displaystyle \mu _{T}={\frac {4}{3}}\mu _{0}+\eta _{0}+\lambda _{0}\left({\frac {1}{C_{V_{0}}}}-{\frac {1}{C_{p_{0}}}}\right)}

### Équation de Westervelt
L'équation de Westervelt utilise le potentiel :
{\displaystyle \Pi =\phi \left(1+{\frac {\partial \phi }{\partial t}}\right)}
Son expression ne comporte que des termes du premier ordre :
{\displaystyle {\frac {\partial ^{2}\Pi }{\partial t^{2}}}-c_{0}^{2}\nabla ^{2}\Pi ={\frac {\partial }{\partial t}}\left[{\frac {\mu _{T}}{\rho _{0}}}\nabla ^{2}\Pi +\chi \left({\frac {\partial \Pi }{\partial t}}\right)^{2}\right]}
où  {\displaystyle \chi =1+{\frac {B}{2A}}}  est le coefficient de non-linéarité.
Cette expression peut être écrite en pression :
{\displaystyle \nabla ^{2}p_{a}-{\frac {1}{c_{0}^{2}}}{\frac {\partial ^{2}p_{a}}{\partial t^{2}}}+{\frac {\mu _{T}}{\rho _{0}c_{0}^{4}}}{\frac {\partial ^{3}p_{a}}{\partial t^{3}}}+{\frac {\chi }{\rho _{0}c_{0}^{4}}}{\frac {\partial ^{2}(p_{a}^{2})}{\partial t^{2}}}=0}

### Équation de Burgers
L'équation de Burgers en une dimension d'espace (onde plane) s'obtient assez simplement à partir de l'équation de Westervelt en factorisant l'opérateur :
{\displaystyle \left({\frac {\partial }{\partial x}}-{\frac {1}{c_{0}}}{\frac {\partial }{\partial t}}+{\frac {\mu _{T}}{2c_{0}}}{\frac {\partial ^{2}}{\partial t^{2}}}+{\frac {\chi p_{a}}{\rho _{0}c_{0}^{3}}}{\frac {\partial }{\partial t}}\right)\cdot \left({\frac {\partial }{\partial x}}+{\frac {1}{c_{0}}}{\frac {\partial }{\partial t}}-{\frac {\mu _{T}}{2c_{0}}}{\frac {\partial ^{2}}{\partial t^{2}}}-{\frac {\chi p_{a}}{\rho _{0}c_{0}^{3}}}{\frac {\partial }{\partial t}}\right)p_{a}=0}
Les deux termes correspondent à la propagation dans des sens différents. En ne retenant que le second (ondes progressives vers les x croissants) on obtient :
{\displaystyle {\frac {\partial p_{a}}{\partial x}}+{\frac {1}{c}}{\frac {\partial p_{a}}{\partial t}}-{\frac {\mu _{T}}{2c_{0}}}{\frac {\partial ^{2}p_{a}}{\partial t^{2}}}=0\,,\quad c\approx c_{0}\left(1+{\frac {\chi p_{a}}{\rho _{0}c_{0}^{2}}}\right)}
On retrouve une non-linéarité de la vitesse analogue à celle issue de la thermodynamique (voir plus haut). Cette équation a été largement utilisée pour comprendre la création de discontinuités et la création de l'onde en N.

### Équation KZK
L'équation Khokhlov, Zabolotskaia, Kuznetsov modélise un faisceau de section lentement variable en utilisant l'approximation paraxiale.
{\displaystyle {\frac {\nabla ^{2}p_{a}}{\partial x\partial \tau }}={\frac {c_{0}}{2}}\nabla _{\perp }^{2}p_{a}+{\frac {\mu _{T}}{2c_{0}}}{\frac {\partial ^{3}p_{a}}{\partial \tau ^{3}}}+{\frac {\chi }{2\rho _{0}c_{0}^{3}}}{\frac {\partial ^{2}(p_{a}^{2})}{\partial \tau ^{2}}}\,,\quad \tau =t-{\frac {x}{c_{0}}}}
{\displaystyle \nabla _{\perp }}  est la projection du gradient dans le plan perpendiculaire à  {\displaystyle x} .
L'application de cette équation suppose le calcul simultané des rayons acoustiques.

### Autres équations
Parmi les autres approches on peut citer :
- l'équation NPE (Nonlinear Progressive Equation), analogue à l'équation KZK[18],[19] ;
- l'équation WAPE (Wide-Angle Parabolic Equation), sans termes thermo-visqueux, permettant approximation paraxiale aux grands angles[20].